# Pernell Roberts
Pernell Elven Roberts Jr. (ur. 18 maja 1928 w Waycross, stan Georgia, zm. 24 stycznia 2010 w Malibu, stan Kalifornia) – amerykański aktor telewizyjny i filmowy.

## Życiorys
Aktor znany w Polsce dzięki roli w serialu Bonanza. W latach 1959–1965 Roberts odtwarzał w nim postać Adama Cartwrighta, jednego z trzech synów Bena Cartwrighta. Zrezygnował z udziału w serialu w 1965. Ponadto wystąpił w kilkunastu filmach i licznych serialach telewizyjnych.
Roberts był ostatnim żyjącym aktorem z podstawowej obsady Bonanzy. Zmarł w wieku 81 lat na raka trzustki w swoim domu w Malibu.

## Filmografia

### Filmy
- 1958: Pożądanie w cieniu wiązów (Desire under the Elms) jako Peter Cabot
- 1958: Jeden przeciw wszystkim (The Sheepman) jako Chocktaw Neal
- 1959: Samotny jeździec (Ride Lonesome) jako Sam Boone
- 1969: The Silent Gun (TV) jako Sam Benner
- 1970: Kashmiri Run (znany pod tytułem Tibetana)  jako Greg Nelson
- 1970: Four Rode Out  jako Marshal Mike Ross
- 1972: The Bravos  (film TV) jako Jackson Buckley
- 1975: Śmiertelna wieża  (The Deadly Tower) (TV)  jako porucznik Lee
- 1978: The Magic of Lassie jako Jamison
- 1980: W samo południe II: Powrót Willa Kane’a (High Noon Part II: The Revenge Of Will Kane) (TV) jako Marshal J.D. Ward
- 1981: Incident at Crestridge (TV) jako Burmistrz Hill
- 1988: Nocny pociąg do Katmandu (The Night Train To Kathmandu) (TV) jako profesor Harry Hadley-Smithe
- 1989: W 80 dni dookoła świata (Around the World in 80 Days) jako kapitan Speedy
- 1989: Perry Mason: Mistrzowski morderca (Perry Mason: The Case of the All-Star Assassin) (TV) jako Thatcher Horton
- 1990:  Donor (TV) jako doktor Simon Martingale

### Seriale TV
- 1957: Gunsmoke – odc. „Nieznajomy w mieście” („Stranger in Town”) jako wynajęty zabójca, Dave Reeves)
- 1959: One Step Beyond jako sierżant Vaill
- 1959–1965: Bonanza jako  Adam Cartwright
- 1967: Mission: Impossible jako prezydent Beyron Rurich
- 1967: Gunsmoke jako Dave Reeves
- 1968: Ironside jako Frank Vincent
- 1968: Mission: Impossible jako pułkownik Hans Krim
- 1970: Mission: Impossible jako szef Manuel Corba
- 1971: Hawaii Five-O – odc. „The Grandstand Play” jako Lon Phillips (zawodowy baseballista)
- 1972: Banaczek jako Matthew Donniger
- 1973: Mission: Impossible jako Boomer
- 1975: Ironside jako Harry Blocker
- 1977: Barnaby Jones – odc. „Testament of Power” jako pan Matthews
- 1977: Ulice San Francisco jako Charley Finn
- 1977: Sierżant Anderson jako Wagner
- 1980: Statek miłości jako Brian Mallory
- 1990: Młodzi jeźdźcy – odc. "Requiem for a Hero" jako Hezekiah Horn
- 1994: Diagnoza morderstwo jako dr Elliott Valin
- 1997: Diagnoza morderstwo jako George Fallon